# 杭州图书馆协会
杭州图书馆协会，原浙江省会图书馆协会，是中华民国大陆时期浙江省的一个学术组织。

## 历史沿革
1924年4月，浙江省会图书馆协会成立，由当时省图书馆馆长章箴任会长。1926年4月，第二届年会时改称为杭州图书馆协会。1928年4月，第四届年会废会长制，改为委员制，推举新任省图书馆馆长杨立诚为常委。不久会务停顿。1932年5月，杭州成立第一学区图书馆协会（包括杭州市及杭县、海宁、余杭、临安、于潜、昌化、富阳、新登八县），并推举陈训慈为会长，潘淦鎏、陈独醒等为执委。后改称理事，陈训慈任主任理事，出版过若干期会刊。
由于浙江图书馆事业的不断发展，经浙江省立图书馆和两个学区图书馆协会的发起和筹备，1936年4月19日，在杭州召开浙江省图书馆协会成立大会暨第一届年会。协会宗旨为“研究图书馆学术，发展本省图书馆事业，并谋推进本省之学术文化”。大会选举陈训慈、潘树藩、孙铭、孙孟晋等九人为理事，陈训慈、潘淦鎏、孙铭为常务理事。该协会作为团体会员加入中华图书馆协会。抗日战争爆发后，协会工作停止。